# Dysschema funeralis
Dysschema funeralis là một loài bướm đêm thuộc phân họ Arctiinae, họ Erebidae.